# Pieter Quinton
Pieter Quinton (Evanston, 11 de fevereiro de 1998) é um remador estadunidense.

## Carreira
Ele começou a remar em 2011 no Rose City Rowing Club. Ele estudou na Grant High School. Ele se formou na Universidade de Harvard em 2020 e foi aluno de pós-graduação na Universidade de Washington em 2021. Quinton fez parte do barco campeão nacional invicto dos Huskies em 2021, ganhando o 19º título nacional do programa no Varisty 8+.
Nos Jogos Olímpicos de Verão de 2024, em Paris, conquistou a medalha de bronze na competição do oito com masculino ao lado de Henry Hollingsworth, Nicholas Rusher, Christian Tabash, Clark Dean, Christopher Carlson, Peter Chatain, Evan Olson e Rielly Milne, com um tempo de 5:25.28.